# Josef Oesterle
Josef Oesterle (ur. 14 kwietnia 1899 w Weißensbergu, zm. 31 sierpnia 1959 w Monachium) – niemiecki polityk i ekonomista, parlamentarzysta krajowy i europejski.

## Życiorys
W 1917 wcielony do armii, odniósł poważne obrażenia i do 1920 przebywał w szpitalu. Następnie podjął studia ekonomiczne, w 1924 uzyskał doktorat z zakresu nauk politycznych. Działał w korporacji akademickiej K.St.V. Ottonia München. W 1934 wszedł w skład zarządu przedsiębiorstwa Manz AG. Od 1939 do 1945 walczył na frontach II wojny światowej.
Działał w Bawarskiej Partii Ludowej, od 1925 do 1933 był zastępcą jej sekretarza generalnego. W 1945 dołączył do Unii Chrześcijańsko-Społecznej, w kolejnym roku został szefem urzędu zarządzającego majątkiem landu Bawaria. Od 1949 do śmierci zasiadał w Bundestagu, a od 1954 także w Zgromadzeniu Europejskiej Wspólnoty Węgla i Stali (od 1958 Parlamencie Europejskim). W latach 1954–1957 zastępca członka Zgromadzenia Parlamentarnego Rady Europy.